# Bonifazio Graziani

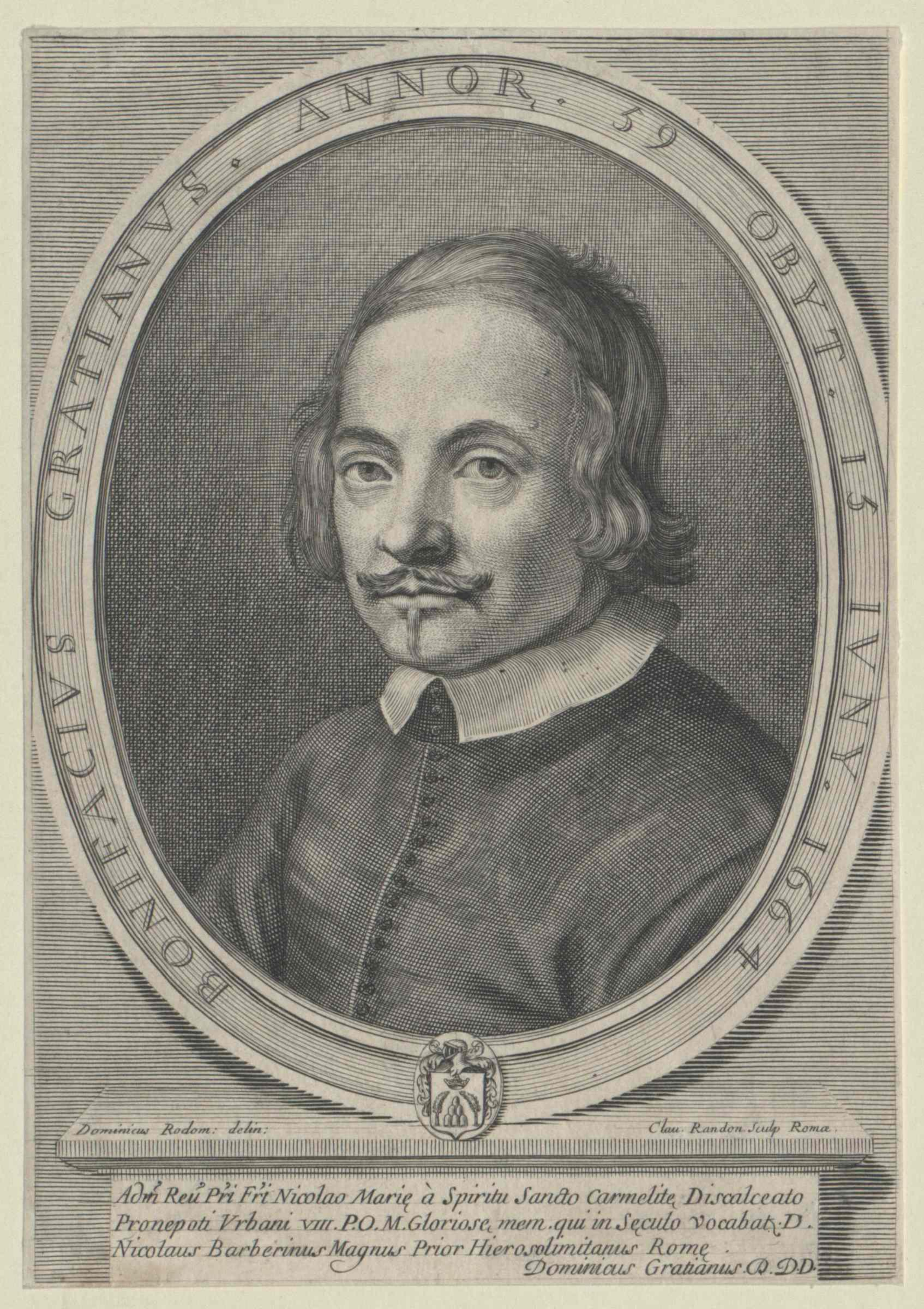
Bonifazio Graziani

Bonifazio Graziani (* 1604/05 in Marino (Latium); † 15. Juni 1664 in Marino) war ein italienischer Organist, Komponist und Geistlicher in der Zeit des Barock.

## Leben und Wirken
Am 21. Oktober 1646 wurde Bonifazio Graziani zum Kapellmeister am „Seminario Romano“ und der dazugehörigen Kirche Il Gesù, der Mutterkirche der Jesuiten ernannt. 1648 erschienen in einem Sammeldruck Florido de Silvestris erstmals Werke Grazianis im Druck. 1650 erschien sein erstes Buch mehrstimmiger Motetten op. 1 im Druck. In den Folgejahren erschienen zahlreiche Motettensammlungen und Sammlungen von Solomotetten, teilweise in mehrfachen Auflagen. Von Graziani sind ausschließlich Vokalwerke überliefert. Im Jahr 1664 starb Graziani in seinem Geburtsort Marino.
Sein Nachfolger als Kapellmeister an Il Gesù wurde sein einziger bekannter Schüler Giovanni Batista Giansetti. Am 12. August veröffentlichte Papst Alexander VII. ein Breve, in welchem er den Erben Grazianis (seinem Bruder und seinem Vetter) ein zehnjähriges Druckprivileg für die nachgelassenen Werke Grazianis einräumte. Daraufhin wurden weitere seiner Werke im Druck veröffentlicht.

## Werke
Im Druck erschienen:
- Motetti a due, tre, quattro, cinque, e sei voci (op. 1), Rom Vitale Mascardi, 1650
- Il secondo libro de motetti a due, tre, quattro, cinque e sei voci(op. 2), Rom Vitale Mascardi, 1652
- Il primo libro de motetti a voce sola (op. 3), Roma, Vitale Mascardi 1652; weitere Auflagen bei Maurizio Balmonti 1655, Ignazio de Lazzari 1661
- Psalmi vespertini quinque vocibus cum organo, et sine organo decantandi... lib. I, opus quartum (op. 4), Rom Nicolo Germani/Vitale Mascardi 1652
- Psalmi vespertini quinque vocibus concinendi, opus quintum (op. 5), Rom Vitale Mascardi, 1653
- Il secondo libro de motetti a voce sola. opera sesta (op. 6), Rom Maurizio Balmonti, 1655
- Motetti a due, tre, e cinque voci... libro terzo, opera settima (op. 7), Rom Maurizio Balmonti, 1656
- Il terzo libro de motetti a voce sola... opera ottava (op. 8), Rom Giacomo Fei, 1658
- Responsoria hebdomadae sanctae, quatuor vocibus concinenda, una cum organo si placet (op. 9), Rom Ignazio de Lazari, 1663
- Del quarto libro de motetti a voce sola... opera decima (op. 10), Rom Giacomo Fei, 1665
- Litanie della Madonna a quattro, cinque, sette e otto voci... opera undecima (op. 11), Rom Giacomo Fei, 1665
- Motetti a due, tre, quattro, e cinque voci per ogni tempo ... opera XII (op. 12), Rom, Mascardi Nachfolger, 1673
- Antifone della Beatissima Vergine Maria, solite ricitarsi tutto l’anno doppo l’offizio divino... a quattro, cinque e sei voci... opera decima terza (op. 13), Rom Giacomo Fei, 1665
- Antifone per diverse festività di tutto l’anno, a due, tre, e quattro voci... parte prima, opera decima quarta (op. 14), Rom Ignazio de Lazari 1666
- Sacri concerti... a due, tre, quattro e cinque voci... opera decimaquinta (op. 15), Rom Amadeo Belmonte 1668
- Partitura del quinto libro de’motetti a voce sola... opera XVI (op. 16), Rom Amadeo Belmonte 1669
- Psalmi vespertini binis choris, una cum organo certatim, suaviterque decantandi... opus XVII (op. 17), Rom Amadeo Belmonte, 1670
- Il primo libro delle messe a quattro, e cinque... opera decima ottava (op. 18), Rom Angelo Mutii 1671
- Sacrae cantiones una tantum voce cum organo decantandae... liber sextus, opus XIX (op. 19), Rom Mascardi Nachfolger 1672
- Motetti a due, tre, quattro, e cinque voci... lib. VI, opera XX (op. 20), Rom, Mascardi Nachfolger 1672
- Hinni vespertini per tutte le principali festività dell’anno, composti in musica a tre, quattro, e cinque voci, alcuni con li ripieni... opera XXI (op. 21), Rom Mascardi Nachfolger 1673
- Il secondo libro delle messe a quattro, cinque, e otto voci... opera XXII (op. 22), Rom Mascardi Nachfolger 1674
- Motetti a due, tre e quattro voci... opera XXIII (op. 23), Rom Mascardi Nachfolger 1674
- Motetti a due, tre, quattro e cinque voci... opera XXIV (op. 24), Rom Mascardi 1676
- Musiche sagre, e morali composte ad’una, due, tre, e quattro voci... opera XXV (op. 25), Rom Mascardi Nachfolger 1678
- Motetti a due, e tre voci (ohne Opuszahl), Rom Giacomo Fei 1667